# گائل سوارز
گائل سوارز (انگلیسی: Gael Suares؛ زادهٔ ۹ آوریل ۱۹۸۱) بازیکن فوتبال اهل فرانسه است.
از باشگاه‌هایی که در آن بازی کرده‌است می‌توان به باشگاه فوتبال پاریس و باشگاه فوتبال کان اشاره کرد.